# Daniel Podence
Daniel Castelo Podence (* 21. října 1995 Oeiras) je portugalský profesionální fotbalista, hrající na pozici křídelníka za řecký klub Olympiakos Pireus, kde je na hostování z Wolverhamptonu Wanderers. V roce 2020 odehrál také 1 utkání v dresu portugalské reprezentace.
Svou kariéru zahájil ve Sportingu Lisabon, kde se objevil ve 40 soutěžních zápasech. V průběhu jeho angažmá odešel na hostování do Moreirense, s nímž v roce 2017 vyhrál Taça da Liga. Poté přestoupil do Olympiacosu a vyhrál řeckou Super League 2019/20. V lednu 2020 podepsal smlouvu s Wolverhamptonem Wanderers.

## Klubová kariéra

### Sporting CP
Podence, který se narodil v Oeirasu v Lisabonu, se připojil k mládežnické akademii Sportingu CP krátce před svými 10. narozeninami, kam se přesunul ze sousedního týmu CF Os Belenenses. 3. února 2013, ještě jako junior, debutoval v B-týmu, když se objevil v zápase Segunda Ligy proti CS Marítimu B.
Podence odehrál svůj první zápas za první tým 29. prosince 2014 a začal výhrou 2:0 nad Vitóriou SC, a to v závěrečných fázích Taça da Liga. Poté odešel do Moreirense FC na sezónní hostování. Tam v Primeira Lize debutoval 17. září 2016 při prohře 0:2 proti GD Estoril Praia, svůj první gól vstřelil 29. října v zápase proti CD Tondela (vítězství 2:1); 4. prosince 2016 pomohly týmu jeho dva góly k vítězství 3:1 nad CD Nacional, a také se třikrát objevil v Ligovém poháru, který dokázal tým, poprvé v historii, překvapivě vyhrát.
Na konci ledna 2017 byl Podence povolán zpátky do Sportingu sportovním manažerem Jorgem Jesusem. 15. května 2018 se několik jeho spoluhráčů, včetně trenérů, zranilo po útoku přibližně 50 příznivců Sportingu na tréninkovém hřišti klubu poté, co tým skončil třetí v lize a přišel tak o možnost hrát v následující sezóně Ligu mistrů. Smlouvu v klubu, z tohoto důvodu, ukončil 1. června 2018.

### Olympiakos
9. července 2018 se Podence připojil k Olympiakosu, kde podepsal pětiletou smlouvu. Jeho první soutěžní zápas odehrál 9. srpna při domácím vítězství 4:0 proti Luzernu ve třetím předkole Evropské ligy UEFA, a vstřelil svůj první gól později ten měsíc při remíze 1:1 proti Burnley ve stejné soutěži. Svou první sezónu v řeckém týmu ukončil s osmi góly napříč všemi soutěžemi, a pomohl týmu skončil na druhém místě v domácí soutěži.
2. září 2019, po soudním sporu se svým bývalým klubem Sportingem, dosáhly oba kluby vyrovnání ve výši 7 milionů euro za přestup do řeckého celku. O šestnáct dní později, ve svém prvním zápase ve skupinové fázi Ligy mistrů UEFA, pomohl Olympiacosu srovnat zápas proti Tottenhamu Hotspur, když po individuální akci skóroval ve 44. minutě a snížil na 1:2, srovnání dokončil ve druhém poločase Mathieu Valbuena z penalty.

### Wolverhampton Wanderers
30. ledna 2020 se Podence přestěhoval do Wolverhamptonu Wanderers; podepsal smlouvu na čtyři a půl roku, poplatek za přestup byl okolo 17 milionu liber. Debutoval jako náhradník při remíze 0:0 s Manchesterem United na Old Trafford. Jeho první účast v základní sestavě odehrál 27. února v odvetě šestnáctifinále Evropské ligy proti RCD Espanyol a při prohře 3:2 získal dvě asistence.
Podence debutoval v anglické Premier League 12. července 2020, při domácí porážce 3:0 s Evertonem, v níž byl faulován v pokutovém území, následnou penaltu proměněnil Raúl Jiménez a poslal svůj tým do vedení na konci první poloviny utkání; Sky Sports ho za svůj výkon označila za hráče zápasu. Následující víkend vstřelil svůj první ligový gól, když hlavičkou otevřel skóre proti Crystal Palace.
Podence byl zvolen hráčem utkání v domácím ligovém zápase proti Chelsea 15. prosince 2020, ve kterém vstřelil úvodní gól svého týmu. Pomohl tak k otočení zápasu, který skončil výhrou 2:1.
Dne 9. ledna 2022 vstřelil dvě branky při vítězství Wolves 3:0 nad Sheffieldem United na Molineux ve třetím kole FA Cupu.

## Reprezentační kariéra
Podence skóroval ve svých prvních dvou zápasech za portugalský tým do 21 let v říjnu 2016 v kvalifikačním zápase na Mistrovství Evropy v roce 2017 proti Maďarsku (3:3) a Lichtenštejnsku (7:1). Byl součástí týmu, který odcestoval na finální turnaj do Polska a skóroval při vítězství 4:2 nad Severní Makedonií.
V září 2019 byl Podence povolán do seniorské reprezentace na zápasy kvalifikace na Euro 2020 se Srbskem a Litvou. Debutoval o 11 měsíců později, když odehrál 15 minut při domácím vítězství 3:0 proti Švédsku v Lize národů, když vystřídal Joãa Félixe.

## Statistiky

### Klubové
K 15. lednu 2022
| Klub                    | Sezóna  | Liga           | Liga   | Liga | Národní pohár | Národní pohár | Ligový pohár | Ligový pohár | Ostatní | Ostatní | Celkem | Celkem |
| Klub                    | Sezóna  | Liga           | Zápasy | Góly | Zápasy        | Góly          | Zápasy       | Góly         | Zápasy  | Góly    | Zápasy | Góly   |
| ----------------------- | ------- | -------------- | ------ | ---- | ------------- | ------------- | ------------ | ------------ | ------- | ------- | ------ | ------ |
| Sporting CP B           | 2012/13 | Segunda Liga   | 6      | 0    | —             | —             | —            | —            | —       | —       | 6      | 0      |
| Sporting CP B           | 2013/14 | Segunda Liga   | 4      | 0    | —             | —             | —            | —            | —       | —       | 4      | 0      |
| Sporting CP B           | 2014/15 | Segunda Liga   | 31     | 3    | —             | —             | —            | —            | —       | —       | 31     | 3      |
| Sporting CP B           | 2015/16 | Segunda Liga   | 38     | 6    | —             | —             | —            | —            | —       | —       | 38     | 6      |
| Sporting CP B           | Celkem  | Celkem         | 79     | 9    | —             | —             | —            | —            | —       | —       | 79     | 9      |
| Sporting CP             | 2014/15 | Primeira Liga  | 0      | 0    | 2             | 0             | 4            | 0            | 0       | 0       | 6      | 0      |
| Sporting CP             | 2015/16 | Primeira Liga  | 0      | 0    | 0             | 0             | 1            | 0            | 0       | 0       | 1      | 0      |
| Sporting CP             | 2016/17 | Primeira Liga  | 13     | 0    | 0             | 0             | 0            | 0            | 0       | 0       | 13     | 0      |
| Sporting CP             | 2017/18 | Primeira Liga  | 12     | 0    | 4             | 0             | 3            | 0            | 1       | 0       | 20     | 0      |
| Sporting CP             | Celkem  | Celkem         | 25     | 0    | 6             | 0             | 8            | 0            | 1       | 0       | 40     | 0      |
| Moreirense (host.)      | 2016/17 | Primeira Liga  | 14     | 4    | 1             | 0             | 3            | 0            | —       | —       | 18     | 4      |
| Olympiakos              | 2018/19 | Superliga      | 27     | 5    | 2             | 2             | —            | —            | 12      | 1       | 41     | 8      |
| Olympiakos              | 2019/20 | Superliga      | 15     | 3    | 0             | 0             | —            | —            | 12      | 2       | 27     | 5      |
| Olympiakos              | Celkem  | Celkem         | 42     | 8    | 2             | 2             | —            | —            | 24      | 3       | 68     | 13     |
| Wolverhampton Wanderers | 2019/20 | Premier League | 9      | 1    | 0             | 0             | 0            | 0            | 4       | 0       | 13     | 1      |
| Wolverhampton Wanderers | 2020/21 | Premier League | 24     | 3    | 0             | 0             | 1            | 0            | —       | —       | 25     | 3      |
| Wolverhampton Wanderers | 2021/22 | Premier League | 14     | 0    | 1             | 2             | 2            | 2            | —       | —       | 17     | 4      |
| Wolverhampton Wanderers | Celkem  | Celkem         | 47     | 4    | 1             | 2             | 3            | 2            | 4       | 0       | 55     | 8      |
| Celkem                  | Celkem  | Celkem         | 207    | 25   | 10            | 4             | 14           | 2            | 29      | 3       | 260    | 34     |

1. ↑  Zápasy v Taça de Portugal a Řeckém poháru
2. 1 2  Zápasy v Lize mistrů UEFA
3. 1 2  Zápasy v Evropské lizeUEFA

### Reprezentační
K 14. říjnu 2020
| Portugalsko | Portugalsko | Portugalsko |
| Rok         | Zápasy      | Góly        |
| ----------- | ----------- | ----------- |
| 2020        | 1           | 0           |
| Celkem      | 1           | 0           |

## Ocenění
Sporting Lisabon
- Taça de Portugal: 2014/15[37][38]
- Taça da Liga: 2017/18[39]

Moreirense
- Taça da Liga: 2016/17[10]

Olympiakos
- Řecká Super League: 2019/20[40]